# O-774
O-774 je klasični kanabinoidni derivat koji deluje kao potentan agonist za kanabinoidne receptore, sa Ki od 0,6 nM na CB1, i veoma potentnim kanabinoidnim dejstvom u živitinjskim studijama.